# Meike Feßmann
Meike Feßmann (* 1961 in München) ist eine deutsche Literaturkritikerin, Autorin und Journalistin.

## Leben
Meike Feßmann studierte Germanistik, Philosophie und Theaterwissenschaften in München und Berlin. Sie wurde 1991 über das Spiel mit der Autorschaft bei Else Lasker-Schüler zur Dr. phil. promoviert. Feßmann schreibt für die Süddeutsche Zeitung und den Tagesspiegel und ist als Rezensentin für Deutschlandfunk Kultur tätig. Für ihre Arbeit als Literaturkritikerin wurde sie 2006 mit dem Alfred-Kerr-Preis bedacht: Meike Feßmann zeige, so Sybille Fuhrmann anlässlich der Preisverleihung, „dass Literaturkritik in einer atomisierten Gesellschaft, in einer Oberflächen- und Unterhaltungskultur eine wesentliche Orientierungsfunktion hat.“ 2008 gehörte sie der Jury der Akademie Deutscher Buchpreis an, die über Auswahl und Vergabe des Deutschen Buchpreises entscheidet. Von 2009 bis 2017 war sie Mitglied der Jury des Klagenfurter Ingeborg-Bachmann-Preises.
Meike Feßmann lebt als freie Literaturkritikerin und Essayistin in Berlin.

## Auszeichnungen
- 2006: Alfred-Kerr-Preis

## Veröffentlichungen (Auswahl)
- Spielfiguren. Die Ich-Figurationen Else Lasker-Schülers als Spiel mit der Autorrolle. Ein Beitrag zur Poetologie des modernen Autors. Dissertation. M & P Verlag für Wissenschaft und Forschung, Stuttgart 1992, ISBN 3-476-45019-8.
- Die Wörter laufen Patrouille. Reinhard Lettau und die Rhetorik des Feindes. In: Sinn und Form, Heft 3/1998, S. 459–469.
- Eine radikal poetische Existenz. Die Verwandlungen der Else Lasker-Schüler. In: Sinn und Form, Heft 1/2003, S. 5–20.
- Poetik der Nähe. Zur Topologie des Intimen in der Gegenwartsliteratur. In: Sinn und Form, Heft 1/2004, S. 58–76.
- Gezielte Verwilderung. Modernität und Romantik im Werk von Brigitte Kronauer. In: Sinn und Form, Heft 4/2004, S. 487–503.
- Else Lasker-Schüler (= Leben in Bildern). Deutscher Kunstverlag, Berlin, München 2016, ISBN 978-3-422-07373-9 (Biografie, Bildband).